# 한국말산업중앙회
굵은 글씨'한국말산업중앙회는 말산업의 육성과 지원을 위한 올바른 정책 방향과 대안을 제시함으로써 말산업의 발전 기반을 조성하고 경쟁력을 강화하여 경제의 균형 있는 발전과 국민의 삶의 질 향상을 도모하기 위하여 2011년 11월 28일 설립 허가된 대한민국 농림수산식품부 소관의 사단법인이다. 사무실은 서울특별시 관악구 남부순환로1984  1'굵은 글씨층에 있다.

## 대표자
- 장미경 ( 현 PNB그룹 회장 )

## 주요 사업
- 말산업에 관한 조사, 연구, 자문, 지원, 홍보사업
- 연구 자료집 및 각종 간행물의 발간
- 말산업의 사회 기여를 위한 연구
- 말산업에 관한 조사, 연구, 자문, 홍보사업을 위한 회원 교육
- 하부조직에 대한 업무지도, 행정지원 및 기타 국민체육 단체와의 연계 지원사업
- 기타 위 각호에 부대하는 사업

## 주요 활동
- 한국말산업중앙회는 지난 2009년 국내 최초로 지방자치단체에서 운영하는 운주산 승마장과 MOU 체결 및 활성화에 기여했으며.지난  2015년 6월 국내 제2호이자 내륙 최초 말 산업특구로 지정되면서 농가에서 생산‧사육된 말과 승용마 조련장은 한국형 전문승용마 공급의 전초기지로 평가받으며 영천시는 말 산업 개발에 가속도가 붙고있다.